# Rajmund Szubański

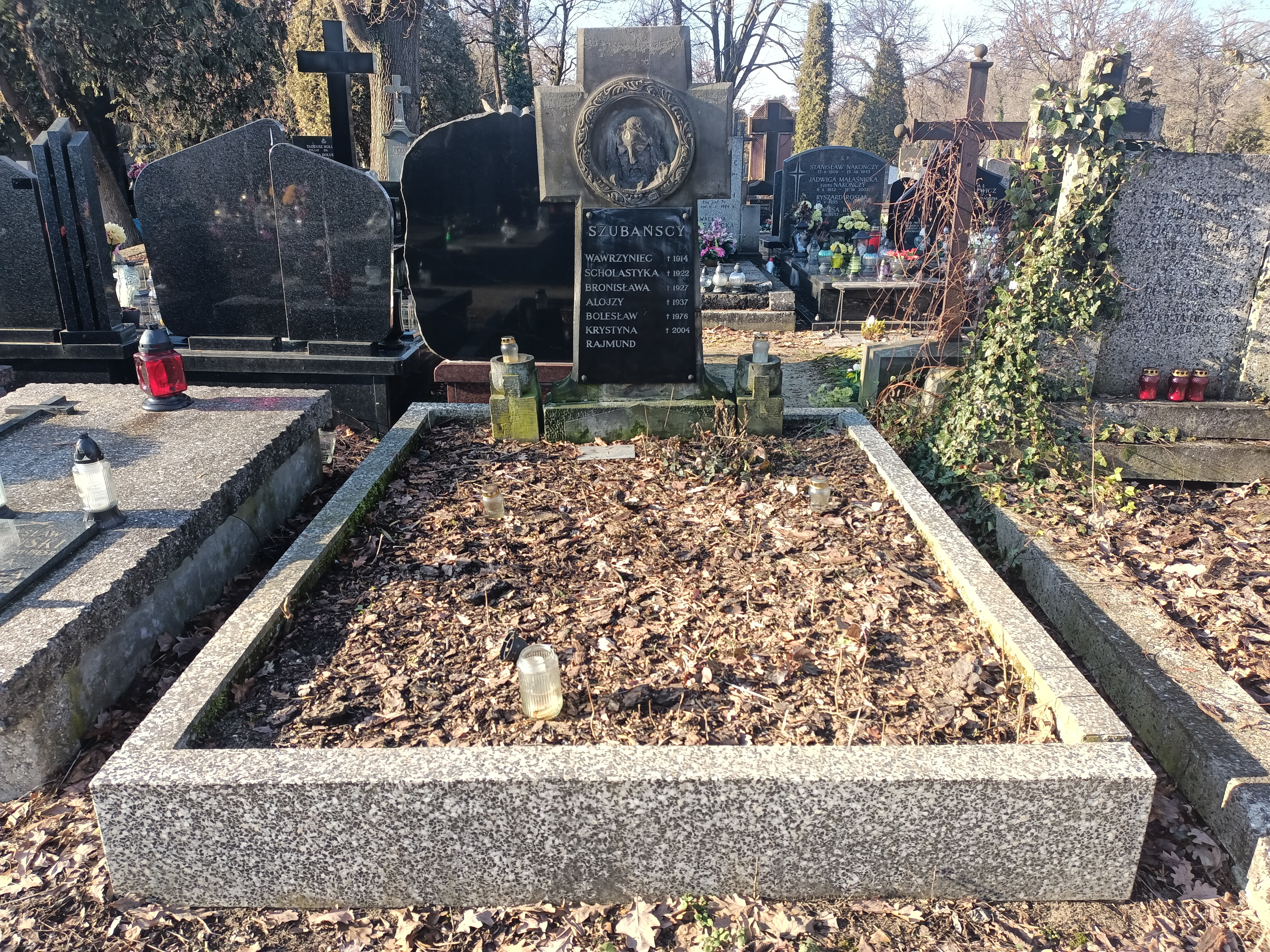
Grób Rajmunda Szubańskiego na Cmentarzu Bródnowskim w Warszawie

Rajmund Szubański ps. „Bogusz”, „Zagłoba” (ur. 10 kwietnia 1927 w Warszawie, zm. 21 lutego 2018) – polski dziennikarz, pisarz, historyk wojskowości zajmujący się popularyzacją mniej znanych zagadnień z historii II wojny światowej.

## Życiorys
Urodził się w rodzinie Bolesława i Heleny z domu Skrzypek. Kapral podchorąży Wojskowego Korpusu Służby Bezpieczeństwa Armii Krajowej. Brał udział w powstaniu warszawskim, walczył w 1 kompanii I batalionu szturmowego Korpusu Bezpieczeństwa w ramach Zgrupowania „Kuba”–„Sosna” w Grupie AK „Północ” na Starym Mieście do 2 września, opuścił Warszawę z ludnością cywilną. Zweryfikowany i mianowany po 1990 na pierwszy stopień oficerski i awansowany na porucznika. Odznaczony m.in. Krzyżem Partyzanckim, Warszawskim Krzyżem Powstańczym, Krzyżem Armii Krajowej.
Pierwsze artykuły zaczął publikować w latach 50. XX w. Początkowo zajmował się działaniami lotniczymi, a następnie tematyką broni pancernej, czego owocem były liczne artykułu zamieszczone m.in. od 1964 w „Wojskowym Przeglądzie Historycznym”. Jego Krótki zarys działań wojskowych na wschodnich terenach Rzeczypospolitej we wrześniu 1939 r. był pierwszą obszerną publikacją podejmującą temat kampanii wrześniowej wydaną oficjalnie w PRL. Od 1966 stale współpracował z Wydawnictwem MON, początkowo jako autor pozycji z serii: „Żółty Tygrys”. W 1982 wydał fundamentalną pracę Polska broń pancerna w 1939 roku, która doczekała się łącznie trzech wydań (1989, 2004). Były stały współpracownik „Przeglądu Historyczno-Wojskowego”.
Pochowany na cmentarzu Bródnowskim (kwatera 14B-1-24).

## Wybrane publikacje
- Witold Jeleń, Rajmund Szubański, Samochód pancerny wz. 29, z serii „Typy Broni i Uzbrojenia” nr 84, Wydawnictwo MON, Warszawa 1983.
- Adam Jońca, Rajmund Szubański, Jan Tarczyński, Wrzesień 1939. Pojazdy wojska polskiego. Barwa i broń, Wydawnictwo Komunikacji i Łączności, Warszawa 1990, ISBN 83-206-0847-3.
- Polska broń pancerna w 1939 roku, Wydawnictwo Bellona, Warszawa 2004, ISBN 978-83-1110031-2.
- Janusz Magnuski, Rajmund Szubański, Janusz Ledwoch, 7TP cz. 2, z serii: „Tank Power” nr 317, Wydawnictwo Militaria, Warszawa 2009.
- Janusz Ledwoch, Rajmund Szubański, Polska 1939 cz. 2, z serii: „Tank Power” nr 324, Wydawnictwo Militaria, Warszawa 2009.
- Pancerne boje września, Wydawnictwo ZP, Warszawa 2009, ISBN 978-83-61529-29-3.
- Plan operacyjny „Wschód”, Wydawnictwo ZP, Warszawa 2010, ISBN 978-83-61529-89-7.
- Rajmund Szubański; Krótki zarys działań wojskowych na wschodnich terenach Rzeczypospolitej we wrześniu 1939 r.; Wojskowy Przegląd Historyczny 1986, 34 (129 - 3), 296.

### Publikacje z seriiBiblioteka Żółtego Tygrysa
- Czarne berety (12/79 i 3/97)
- Egzekucji nie będzie (15/78)
- Fiasko planu zagłady (23/67 i 23/74)
- Klęska konwoju PQ-17 (15/85 i 4/97)
- Ludzie bez skrzydeł (2/1966)
- Osaczona wyspa (6/83)
- Podstępna śmierć (12/80)
- Przyczółek straconej szansy (18/81)
- Rafinerie płoną o zmierzchu (3/81 i 1/88)
- Rafinerie w ogniu (6/97)
- Samotni przeciw Kriegsmarine (5/84)
- Siedemnasty Września 1939 (1990)
- Upadek Corregidoru (16/82 i 2/97)